# Alexander Weber
Pour les articles homonymes, voir Weber.
Alexander Weber, né le 4 janvier 1978 à Bielefeld, est un escrimeur allemand pratiquant le sabre.  Il remporte la médaille de bronze par équipe aux Jeux olympiques d'été de 2000.

## Palmarès
- Jeux olympiques
  -  Médaille de bronze au sabre par équipe aux Jeux olympiques de 2000 à Sydney[1]